# Karoline Bjørnson
Karoline Bjørnson (de soltera Reimers, 1 de desembre de 1835 – 27 de juny de 1934) va ser una actriu noruega. És més coneguda com l'esposa i defensora del poeta, dramaturg, orador popular i premi Nobel Bjørnstjerne Bjørnson.

## Biografia

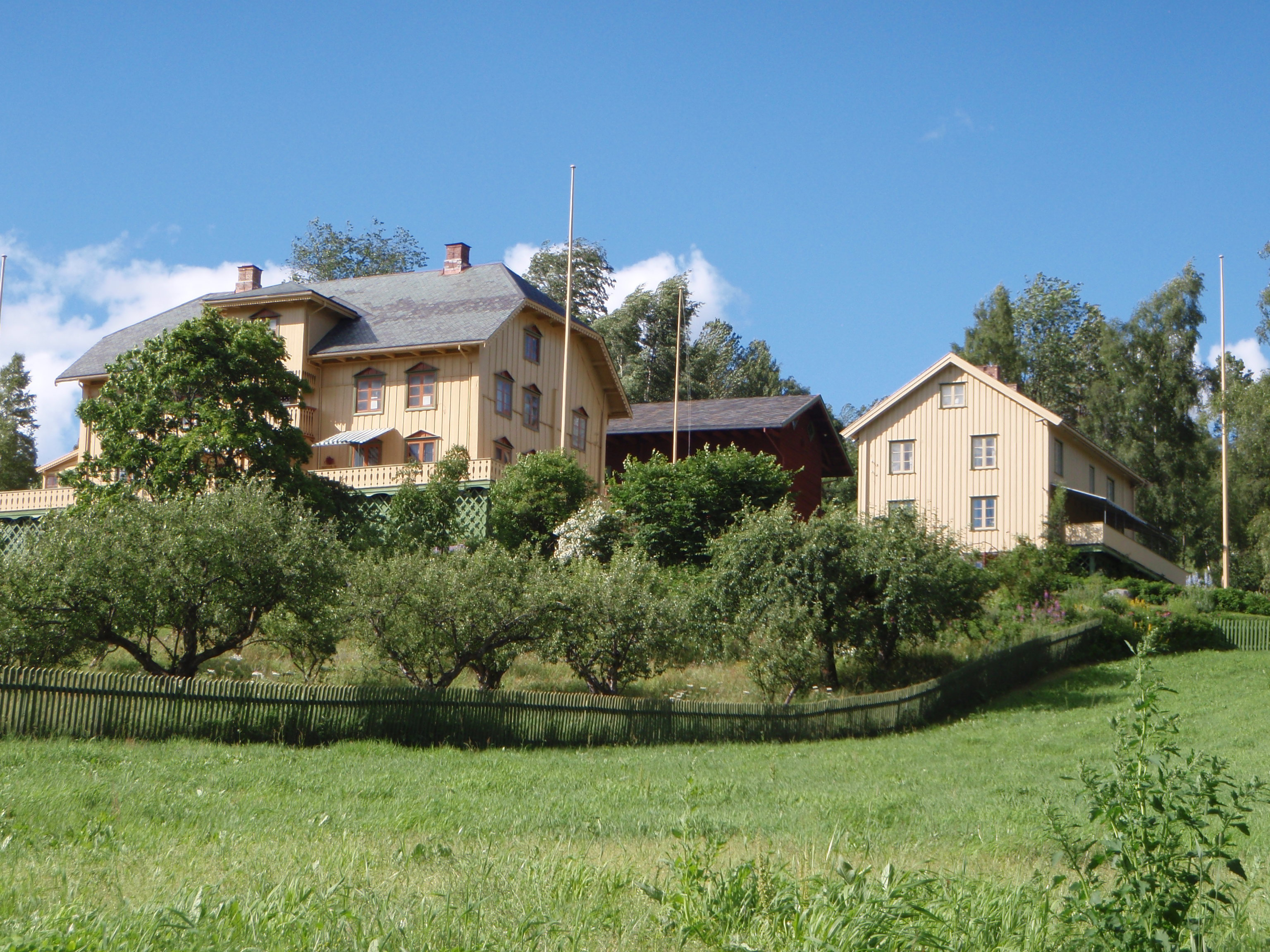
Aulestad a Oppland

Karoline Johanne Elisabeth Reimers va néixer a Etne a Hordaland i va créixer a Bergen, Noruega. Era filla de Rasmus Helt Reimers (1801–1884) i Marie Jahn (1806–1841). Les famílies Reimers i Jahn havien emigrat originàriament d'Alemanya. VA estudiar al Kristiania Norske Theatre des de 1854. El 1858 se li va donar un paper en una obra de teatre al Det Norske Theatre de Bergen, i després es va unir al teatre en una gira a Trondheim. Es va casar amb Bjørnstären Bjørnson des de 1858 i fins a la seva mort el 1910. Va ser el model de diverses figures de dones literàries de Bjørnson i va ajudar amb articles i altres obres literàries. Les figures "Klara Sang" i "Tora Parsberg" estan inspirades en ella. Diversos dels poemes de Bjørnson estan dedicats a la seva dona Karoline.
Era mare de sis fills, cinc dels quals van viure fins a l'edat adulta:
- Bjørn Bjørnson (1859–1942)[3]
- Einar Bjørnson (1864–1942)
- Erling Bjørnson (1868–1959)[4]
- Bergliot Ibsen (1869–1953)[5]
- Dagny Bjørnson (1871–1872)
- Dagny Bjørnson (1876–1974)

Va morir a Aulestad, la finca familiar de Follebu, Oppland, als 98 anys.
La pintura de Bjørnstjerne i Karoline Bjørnson d'Eyolf Soot (1859–1928) de 1897 es troba a la Galeria Nacional de Noruega. Va ser retratada per Bernhard Folkestad (1879–1933) el 1912, i per Olaf Gulbransson (1873–1958) el 1923. Va ser objecte d'una biografia de l'autor Øyvind Anker (1904–1989) al seu llibre Boken om Karoline (Oslo: Aschehoug, 1982).